# 83-я горнострелковая дивизия
83-я горнострелковая Туркестанская дивизия — горнострелковое формирование РККА, принимавшее участие в борьбе с басмачеством, в Иранской операции 1941 года и в Великой Отечественной войне.
Сокращённое наименование — 83 гсд. Период вхождения в действующую армию: 11 ноября 1942 года — 9 октября 1943 года.

## История
Приказом НКО СССР № 072, от 21 мая 1936 года, в Среднеазиатском военном округе 1-я Туркестанская горнострелковая дивизия переименована в 83-ю Туркестанскую горную стрелковую дивизию. Приказом НКО СССР № 0150 от 16 июля 1940 года переименована в 83-ю горнострелковую Туркестанскую дивизию.
Дислокация на 22 июня 1941 года — город Красноводск.
В августе 1941 года 83-я горнострелковая дивизия под командованием полковника А. А. Лучинского участвовала в Иранской операции. Действуя из района Ашхабада дивизия в составе соединений 58-го стрелкового корпуса САВО заняла город Мешхед и полностью разоружила 8-ю Восточную иранскую дивизию. Дислокация частей дивизии на территории Ирана: города Мешхед и Ашхабад.

83-я горно-стрелковая дивизия организационно отличалась от обычных стрелковых. Она имела четыре горно-стрелковых полка, один горно-вьючный артиллерийский полк, отдельные батальоны связи, саперный противотанковый и зенитный артдивизионы и отдельный кавэскадрон. При этом горно-стрелковый полк походил скорее на усиленный батальон, ибо состоял из трёх стрелковых рот по 120 человек в каждой, из одной роты автоматчиков, роты 82-мм минометов, сапёрной роты, 76-мм горно-вьючной артбатареи, взводов связи и конной разведки.— А. А. Лучинский
В ноябре 1942 года дивизия прибыла из Ирана на Закавказский фронт и участвовала в битве за Кавказ. Осенью 1942 года в составе 18-й армии отличилась в Туапсинской оборонительной операции, в начале 1943 года — Краснодарской наступательной операции.
9 октября 1943 года за мужество и героизм личного состава проявленные в боях с немецко-фашистскими захватчиками соединение награждено почётным званием «Гвардейская» получив новый войсковой № преобразована в 128-ю гвардейскую горнострелковую дивизию.

## Состав дивизии и дислокация частей

### 01.07.1936
- управление
- 247-й горно-стрелковый полк (бывш. 1-й Туркестанский горно-стрелковый полк)
- 248-й горно-стрелковый полк (бывш. 2-й Туркестанский горно-стрелковый полк)
- 249-й горно-стрелковый полк (бывш. 3-й Туркестанский горно-стрелковый полк)
- 83-й горно-артиллерийский полк (бывш. 1-й Туркестанский горно-артиллерийский полк)

### 1941—1945 года
- управление
- 45-й горнострелковый полк
- 100-й горнострелковый полк (с 22.08.1941)
- 150-й Краснознамённый Туркестанский горнострелковый полк
- 230-й Краснознамённый Туркестанский горнострелковый полк (до 22.08.1941)
- 428-й горнострелковый полк
- 568-й горно-вьючный артиллерийский полк
- 67-й артиллерийский полк
- 86-й отдельный истребительно-противотанковый дивизион (86-я отдельная батарея)
- 503-й отдельный зенитно-артиллерийский дивизион
- 42-й отдельный кавалерийский эскадрон
- 139-й отдельный сапёрный батальон
- 137-й отдельный батальон связи
- 151-я отдельная автотранспортная рота
- 40-й медико-санитарный батальон
- 173-я отдельная разведывательная рота
- 555-я отдельная рота химической защиты[4]
- 659-й дивизионный ветеринарный лазарет
- 128-я полевая хлебопекарня (48-й полевой авто хлебозавод)
- 208-я полевая почтовая станция
- 218-я полевая касса Государственного банка[1]

## Командование дивизии

### Командиры
- Яковлев, Всеволод Фёдорович (21.05.1936 — 14.07.1937);
- Куропатенко, Дмитрий Семёнович (01.1938 — 07.1938) (ВРИД);
- Фоменко, Сергей Степанович (21.07.1937 — 07.1938), полковник, с 17.02.1938 комбриг);
- Байдалинов, Сергей Артемьевич (05.05.1939 — 12.07.1941), полковник, с 5.06.1940 генерал-майор (арестован 12.07.1941);
- Лучинский, Александр Александрович (12.07.1941 — 04.03.1943), полковник;
- Морозов, Павел Иванович (05.03.1943 — 18.03.1943), полковник;
- Скородумов, Евгений Николаевич (19.03.1943 — 25.03.1943), полковник;
- Лучинский, Александр Александрович (26.03.1943 — 28.04.1943), генерал-майор;
- Чудаков, Николай Васильевич (29.04.1943 — 29.05.1943), полковник;
- Мельников, Дмитрий Иванович (30.05.1943 — 09.06.1943) подполковник (погиб 9.06.1943);
- Батлук, Никифор Ефимович (10.06.1943 — 24.09.1943), полковник;
- Колдубов, Михаил Ильич (25.09.1943 — 09.10.1943), генерал-майор[5][6]

### Заместители командира
…
- Морозов, Павел Иванович (13.12.1942 — 04.03.1943), полковник;
- Семёнов, Сергей Иванович (04.1943 — 08.1943), полковник;

… 

### Военный комиссар (с 9.10.1942 заместитель командира дивизии по политической части)
- Пряхин, Иван Фёдорович (12.1937 — 02.1939), полковой комиссар;
- Никифоров Александр Ильич (15.06.1939 — 16.06.1943), полковой комиссар, с 4.03.1943 подполковник[7]

### Начальники штаба
…
- Куропатенко, Дмитрий Семёнович (10.1936 — 01.1937, 07.1937 — 01.1938) (ВРИД);

…

### Начальники политотдела, с 06.1943 он же заместитель командира по политической части
- Сировский Яков Эммануилович (08.09.1938 — 13.07.1941), старший батальонный комиссар;
- Боев Василий Константинович (07.08.1941 — 16.06.1943), батальонный комиссар, с 18.12.1942 майор;
- Никифоров Александр Ильич (16.06.1943 — 27.07.1943), подполковник;
- Чибисов Иван Пахомович (22.08.1943 — 09.10.1943), подполковник[7]

## Отличившиеся воины
| Награда | Ф. И. О.                | Должность                                                  | Звание                          | Дата награждения | Примечания |
| ------- | ----------------------- | ---------------------------------------------------------- | ------------------------------- | ---------------- | ---------- |
|         | Мигаль, Андрей Иванович | командир 2-й стрелковой роты 428-го горнострелкового полка | Старший лейтенант Красной Армии | 25.10.1943       |            |